# Al Worley
Elvin „Al” Worley (Chelan, Washington, 1946. augusztus 8. – Eugene, Oregon, 2020. december 14.) amerikai amerikaifutball-játékos és -edző, 1965 és 1968 között a Washington Huskies, 1969-ben pedig a Seattle Rangers defensive backje.

## Fiatalkora
Kilenc testvére született. Wenatchee-ben nőtt fel, a helyi középiskola amerikaifutball-, baseball és kosárlabdacsapatainak játékosa volt; az iskola kosárlabdacsapatának történetében a pontranglista negyedik helyén állt. Utolsó évében elnyerte a Panthers Best díjat, valamint a dicsőségcsarnok tagja lett. A Washingtoni Egyetemre ösztöndíjjal került be.

## Játékosként
1964-ben a Washington Huskiesnál edzői nem hittek benne. Dave Williams tight end szerint „az a srác a vörös mezben mindenki másnál több problémát okoz”. 1965-ben eltörte kezét, majd 1966-ban lépett újra pályára. 1968-ban a Wisconsin Badgersszel szembeni mérkőzésen elért három, illetve az Idaho Vandals elleni négy hárításával konferenciarekordot állított fel.
1968-ban 14 hárítása volt (ezt 2014-ben Gerod Holliman érte el újra kétszer annyi próbálkozásból).
1969 májusában a Seattle Rangers játékosa lett. 1969-ben safetyként elnyerte a Continental Football League All-Star elismerését; a liga és csapata a szezonban feloszlott.

## 1970-től
Részmunkaidőben a Washington Huskies helyettes edzője és Seattle-ben helyettesítő tanár volt. 1971 és 1974 között a Northern Arizona Lumberjacksnél Ed Peasley, később pedig a Portland State Vikingsnél Mouse Davis teljes munkaidős helyettese lett. 1979-ben a haditengerészet Japánban állomásozó Yokosuka Base Seahawks csapatának vezetőedzője lett; családjával Hawaiion élt; projekt- és létesítménymenedzserként dolgozott.
2015-ben és 2016-ban jelölték a College Football Hall of Fame-tagságra, később pedig bekerült a Washingtoni Egyetem dicsőségcsarnokába.
2015-ben vonult nyugdíjba, majd Eugene-be költözött. 2020-ban, 74 évesen hunyt el.

## Fordítás
- Ez a szócikk részben vagy egészben  az   Al Worley című angol Wikipédia-szócikk ezen változatának fordításán alapul.  Az eredeti cikk szerkesztőit annak laptörténete sorolja fel. Ez a jelzés csupán a megfogalmazás eredetét és a szerzői jogokat jelzi, nem szolgál a cikkben szereplő információk forrásmegjelöléseként.